# Klister (barnprogram)
Klister var ett barnprogram från 2006-2007 producerat av SVT. Medverkande i programmet är Karin Mannerstål och Peter Nylander. Det var ett pysselprogram i 30 delar, varje program är 15 minuter långt.